# Мустафич, Ален
А́лен Муста́фич (босн. Alen Mustafić; род. 5 июля 1999, Тузла) — боснийский футболист, полузащитник братиславского «Слована» и сборной Боснии и Герцеговины.

## Клубная карьера
Мустафич — воспитанник клубов «Слобода» и «Сараево». 25 февраля 2018 года в матче против «Радника» из Биелина он дебютировал в чемпионате Боснии и Герцеговины в составе последнего. В 2019 году Мустафич помог команде выиграть чемпионат и завоевал Кубок Боснии и Герцеговины. 15 сентября в поединке против «Звиезда 09» Ален забил свой первый гол за Сараево. Летом 2020 года Мустафич на правах аренды перешёл в братиславский «Слован». 20 июня в матче против «Жилины» он дебютировал в словацкой Суперлиге. По окончании аренды клуб выкупил трансфер игрока.
Летом 2020 года Мустафич был арендован «Нитрой». 8 августа в матче против своего предыдущего клуба «Слован» он дебютировал за новый клуб. 1 ноября в поединке против «Слована» Ален забил свой первый гол за «Нитру».
По окончании аренды Мустафич вернулся в «Слован». 12 февраля 2022 года в поединке против «Сеницы» Ален забил свой первый гол за клуб. В составе клуба он дважды выиграл чемпионат и завоевал Кубок Словакии. В начале 2023 года Мустафич перешёл в датский «Оденсе». 24 февраля в матче против «Норшелланна» он дебютировал в датской Суперлиге. 28 апреля в поединке против «Хорсенс» Ален забил свой первый гол за «Оденсе».

## Достижения
Клубные
 «Сараево»
- Победитель чемпионата Боснии и Герцеговины (1) — 2018/2019
- Обладатель Кубка Боснии и Герцеговины (1) — 2018/2019

 «Слован (Братислава)»
- Победитель словацкой Суперлиги (2) — 2019/2020, 2021/2022
- Обладатель Кубка Словакии (1) — 2019/2020